# Mabira karaseki
Mabira karaseki är en insektsart som först beskrevs av Melichar 1905.  Mabira karaseki ingår i släktet Mabira och familjen vedstritar.
Artens utbredningsområde är Kenya. Inga underarter finns listade i Catalogue of Life.